# 经久乡
经久乡，是中华人民共和国四川省凉山彝族自治州西昌市下辖的一个乡镇级行政单位。

## 2020年四川西昌森林火灾
2020年3月30日15点51分，经久乡发生一場森林火灾，初步判定起火位置位于凉山州大营农场，由于风势较大，山火迅速漫延至泸山。截至31日凌晨，过火面积1000公顷左右，毁坏面积初步估算80公顷。
在扑救大火过程中，火灾造成18名來自於宁南县林业和草原局专业扑火队人员和1名当地向导遇难，3名撲火人員受傷。3月31日，中共中央总书记习近平对火災作出指示，要求遏制事故灾难多发势头，保障人民群众生命和财产安全；中国国务院总理李克强作出批示，要求全力抢救受伤人员，科学有效扑救山火，深入排查隐患，加强监测预警，坚决遏制重特大森林火灾发生。
截至4月1日15时许，泸山正面明火已基本扑灭。截至4月2日12时01分，经久乡森林火灾明火已扑灭。截至4月3日17时，未发生复燃。4月4日，19名牺牲人员追悼会在西昌市殡仪馆召开。
此次火灾正值同属一州的2019年木里森林火灾一周年之际，2019年3月30日，四川省凉山州木里藏族自治县雅砻江镇立尔村发生森林火灾，造成31人遇难，其中有27名消防员。

## 行政区划
经久乡下辖以下地区：
合营村、王家村、周屯村、大村、马鞍村、庄潘村、活龙村、皮柳村和经久村。